# Nwal-Endéné Miyem

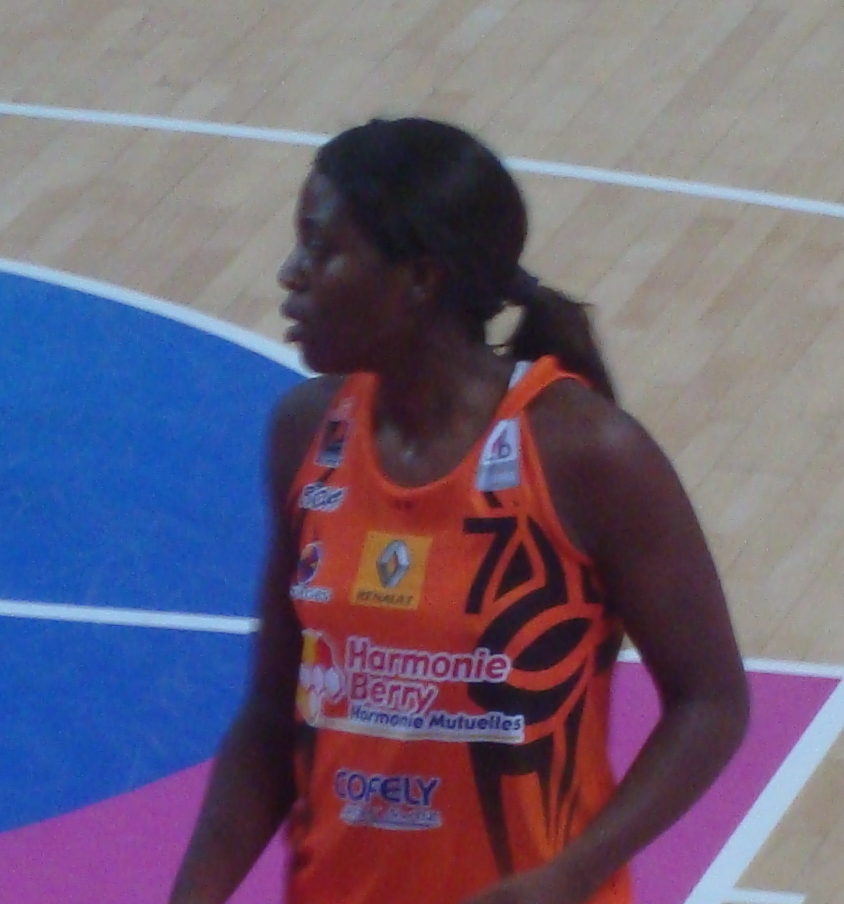

Nwal-Endéné Miyem; znana jako Endy Miyem (ur. 15 maja 1988 w Reims) – francuska koszykarka, reprezentantka kraju grająca na pozycji silnej skrzydłowej, obecnie zawodniczka włoskiego C.J.M. Bourges. Wicemistrzyni olimpijska 2012, mistrzyni Europy 2009, wicemistrzyni 2013 oraz brązowa medalistka 2011. 
W 2013 została odznaczona Narodowego Orderem Zasługi. Obecnie zawodniczka CJM Bourges Basket.

## Osiągnięcia
Stan na 19 lutego 2017, na podstawie, o ile nie zaznaczono inaczej.

### Klubowe
Drużynowe
- Mistrzyni :
  - Francji (2008, 2009, 2011–2013, 2015)
  - Włoch (2018)
- Wicemistrzyni:
  - Francji (2007, 2010, 2014, 2019)
  - Włoch (2017)
- Brąz:
  - Euroligi (2013)
  - mistrzostw Rosji (2016)
- 4. miejsce w Eurolidze (2007, 2008, 2014)
- Zdobywczyni 
  - pucharu:
    - Francji (2008–2010)
    - Rosji (2016)
    - Włoch (2017, 2018)

  - Superpucharu Włoch (2016, 2017)

Indywidualne
- MVP młodzieżowa francuskiej ligi LFB (2008)

### Reprezentacja
Drużynowe
- Mistrzyni Europy (2009)
- Wicemistrzyni:
  - olimpijska (2012)
  - Europy (2013, 2015, 2017)
- Brązowa medalistka:
  - olimpijska (2020)[3]
  - mistrzostw:
    - Europy:
      - 2011
      - U–20 (2007)
      - U–18 (2005)

    - świata U–21 (2007)
- Uczestniczka:
  - mistrzostw:
    - świata (2010 – 6. miejsce, 2014 – 7. miejsce)
    - Europy:
      - 2009, 2011, 2013, 2015, 2017
      - U–18 (2005, 2006 – 6. miejsce)
      - U–16 (2003 – 5. miejsce, 2004 – 7. miejsce)

  - igrzysk olimpijskich (2012, 2016 – 4. miejsce)

Indywidualne
- Zaliczona do I składu Eurobasketu (2017)

## Odznaczenia
- Narodowy Order Zasługi[4]